# Kemp Malone
Kemp Malone est un médiéviste et philologue américain né le 14 mars 1889 à Minter City, dans le Mississippi, et mort le 13 octobre 1971 à Eastport, dans le Maine.

## Biographie
Kemp Malone est le fils aîné d'un pasteur du Mississippi. L'historien Dumas Malone est son frère cadet. Après des études au Emory College, il devient professeur de lycée à Atlanta pendant quatre ans. Il passe quelques années à étudier et enseigner en Allemagne, au Danemark et en Islande avant d'entreprendre une thèse de doctorat à l'université de Chicago sous la direction de John Matthews Manly (en). Après avoir soutenu sa thèse en 1919, il devient professeur assistant d'anglais à l'université du Minnesota, puis enseigne la littérature anglaise à l'université Johns-Hopkins de Baltimore de 1924 jusqu'à sa retraite, en 1956. Il continue par la suite à donner des cours comme professeur invité à l'université de Georgetown, à l'université de New York, à l'université du Sud de l'Illinois (en) et à l'université catholique d'Amérique.
Son sujet de prédilection est la linguistique, en particulier l'histoire de la langue anglaise. Il étudie l'œuvre de Geoffrey Chaucer et produit des éditions de plusieurs poèmes anglo-saxons comme Deor et Widsith. En 1925, il fonde avec Louise Pound (en), H. L. Mencken et Arthur Garfield Kennedy (en) la revue American Speech (en), dédiée à l'étude de l'anglais américain. Il est membre du comité éditorial de la revue Modern Language Notes (en) de 1930 à 1955 et en assure la direction de 1955 à 1956.
Au cours de sa carrière, Kemp Malone produit plus de cinq cents monographies et articles. Il est également poète. Plusieurs universités lui ont décerné un doctorat honoris causa et son travail sur les langues scandinaves lui a valu d'être nommé chevalier de l'ordre de Dannebrog au Danemark et de l'ordre du Faucon en Islande.